# Paolo Beccadelli di Bologna
Pietro Paolo Beccadelli di Bologna X principe di Camporeale (Napoli, 26 aprile 1852 – Roma, 30 aprile 1918) è stato un nobile e politico italiano.
Fu senatore del Regno d'Italia dalla XVIII legislatura.

## Biografia
Apparteneva alla nobile famiglia siciliana Beccadelli di Bologna, fu il X Principe di Camporeale. Suo padre, Domenico, morì nel 1863 quando Paolo era giovanissimo e gli lasciò molte cariche nobiliari e feudi in Sicilia; sua madre Laura Acton si risposò nel 1864 col presidente del Consiglio dei Ministri italiano Marco Minghetti. Una sorella di Pietro Paolo, Maria Beccadelli di Bologna, diventerà moglie nel 1886 di Bernhard von Bülow, ambasciatore tedesco a Roma (1894-1897) e in seguito ministro degli esteri (1897-1900) e cancelliere del Reich dal 1900 al 1909. Fu l'ultimo principe di Camporeale: dal suo matrimonio con  Teresa Maniace Ventimiglia nacque una figlia, Mariafu Anna, la quale nel 1920 sposò Filiberto Sallier de la Tour di Cardon, principe di Castelcicala e duca di Calvello. Fu alla testa del Comitato esecutivo per l' Esposizione nazionale italiana del 1891 di Palermo.
Da giovanissimo si trasferì in Inghilterra a coltivare i propri studi e lì rimase a lungo. Ritornò a Palermo solo alla fine degli anni ottanta dell'Ottocento iniziando ad occuparsi dei propri feudi mettendo a frutto gli studi intrapresi all'estero impiantando attività all'avanguardia.  Intraprese per breve tempo dapprima la carriera diplomatica, che lasciò il 29 luglio 1882 col grado di segretario di legazione di seconda classe. Si dedicò alla vita politica entrando alla Camera dei deputati (XV legislatura del Regno d'Italia) il 14 dicembre 1883 succedendo a Filippo Nicastro Ventura, dichiarato decaduto, nel collegio Siracusa II (Modica). Fu rieletto nella XVI e XVII legislatura, Il 10 ottobre 1892 fu nominato senatore del Regno d'Italia; successivamente (settembre 1900-maggio 1901) fu sindaco di Palermo.
In politica Beccadelli appartenne alla destra reazionaria: difensore degli agrari e degli interessi delle classi dominanti, fautore della repressione delle nascenti organizzazioni sindacali in politica interna; fautore della Triplice Alleanza e di una politica imperialista nel Mar Mediterraneo in politica estera. Agli inizi della prima guerra mondiale appoggiò la missione del cognato, il principe von Bülow, contro l'entrata in guerra dell'Italia nel campo alleato e nel maggio 1915 fu uno dei deputati che appoggiarono l'iniziativa neutralista di Giolitti.